# Crusader Kings II: Holy Fury
Crusader Kings II: Holy Fury es el último DLC para el videojuego de gran estrategia Crusader Kings II, desarrollado por Paradox Development Studio y publicado por Paradox Interactive. Este DLC se enfoca en mejoras de religión y en dar al jugador la posibilidad de crear mundos generados aleatoriamente.

## Jugabilidad
Holy Fury agregó varias características a Crusader Kings II .Entre ellas tenemos varias mejoras en la religión. Holy Fury amplió la mecánica para las religiones cristianas, incluida la adición de santidad, conversión masiva y coronaciones, también se mejoró la mecánica de las cruzadas. Una de las características adicionales que más se fue la adición de un 'easter egg' donde el jugador podía jugar en un mundo gobernado por animales. Se pusieron a disposición varios animales diferentes, tanto reales como mitológicos. También se incluyó la función "líneas de sangre o linajes", en la que personajes particularmente prestigiosos crearían un linaje que le otorgaría prestigio a sus descendientes, y la capacidad de comenzar en un "mundo aleatorio", donde no existen títulos más altos que Duque.

## Desarrollo y lanzamiento
Holy Fury fue anunciado en mayo de 2018. El marketing inicial se centró en los cambios en las religiones paganas. El DLC se lanzó el 13 de noviembre. En su primer mes de lanzamiento, Holy Fury recibió más compras que cualquier otro DLC de Crusader Kings 2 logrado durante su primer mes.

## Recepción
PC Invasion dio una revisión positiva del DLC, dándole un 8 sobre 10 y declarando que "le da flavor a todo el juego", al tiempo que descubrió que requería otro DLC para que un jugador usara completamente su contenido. Strategy Gamer emitió también críticas positivas sobre el DLC, declarando que "sube el nivel de exigencia" y describiendo la característica de las líneas de sangre como "fascinate", al tiempo que descubrió que parte del contenido estaba bloqueado detrás de otros DLC.